# Comuna Varberg
Varberg (Varbergs kommun) este o comună din comitatul Hallands län, Suedia, cu o populație de 59.936 locuitori (2013).

## Geografie

### Zone urbane
Lista celor mai mari zone urbane din comună (anul 2015) conform Biroului Central de Statistică al Suediei:
| Nr | Zona urbană                | Pop.   |
| -- | -------------------------- | ------ |
| 1  | Varberg                    | 34.248 |
| 2  | Tvååker                    | 2.640  |
| 3  | Veddige                    | 2.260  |
| 4  | Bua                        | 2.036  |
| 5  | Tångaberg                  | 965    |
| 6  | Väröbacka                  | 765    |
| 7  | Bläshammar și Trönningenäs | 743    |
| 8  | Årnäs                      | 679    |
| 9  | Skällinge                  | 636    |
| 10 | Rolfstorp                  | 537    |

## Demografie
| \| Evoluția demografică în comuna Varberg, 1970–2015 \| Evoluția demografică în comuna Varberg, 1970–2015 \| Evoluția demografică în comuna Varberg, 1970–2015 \| Evoluția demografică în comuna Varberg, 1970–2015 \| Evoluția demografică în comuna Varberg, 1970–2015 \| \| ----------------------------------------------------------------------------------------------------- \| ------------------------------------------------- \| ------------------------------------------------- \| ------------------------------------------------- \| ------------------------------------------------- \| \| An \| \| \| Locuitori \| \| \| 1970 \| 1970 \| \| 38955 \| 38955 \| \| 1975 \| 1975 \| \| 43051 \| 43051 \| \| 1980 \| 1980 \| \| 44164 \| 44164 \| \| 1985 \| 1985 \| \| 46253 \| 46253 \| \| 1990 \| 1990 \| \| 49018 \| 49018 \| \| 1995 \| 1995 \| \| 51902 \| 51902 \| \| 2000 \| 2000 \| \| 52648 \| 52648 \| \| 2005 \| 2005 \| \| 54817 \| 54817 \| \| 2010 \| 2010 \| \| 58084 \| 58084 \| \| 2015 \| 2015 \| \| 61030 \| 61030 \| \| Sursa: SCB - Statistika Centralbyrån, Folkmängd efter region, civilstånd, ålder och kön. År 1968–2016 \| \| \| \| \| |      |  |           |       |
| Evoluția demografică în comuna Varberg, 1970–2015 |      |  |           |       |
| An |      |  | Locuitori |       |
| 1970 | 1970 |  | 38955     | 38955 |
| 1975 | 1975 |  | 43051     | 43051 |
| 1980 | 1980 |  | 44164     | 44164 |
| 1985 | 1985 |  | 46253     | 46253 |
| 1990 | 1990 |  | 49018     | 49018 |
| 1995 | 1995 |  | 51902     | 51902 |
| 2000 | 2000 |  | 52648     | 52648 |
| 2005 | 2005 |  | 54817     | 54817 |
| 2010 | 2010 |  | 58084     | 58084 |
| 2015 | 2015 |  | 61030     | 61030 |
| Sursa: SCB - Statistika Centralbyrån, Folkmängd efter region, civilstånd, ålder och kön. År 1968–2016 |      |  |           |       |